# 新型コロナウイルス
新型コロナウイルス（しんがたコロナウイルス、英語: Novel coronavirus, nCoV）とは、コロナウイルス科オルトコロナウイルス亜科に属するウイルスのうち、医学上、公衆衛生上重要なものについて名付けられる暫定的名称である。
特にヒトコロナウイルスにおいて多用される。（ヒト）コロナウイルスは人類に対する風土病と考えられており、風邪（普通感冒）様症状を引き起こすが、種間伝播により、しばしば肺炎を伴う重篤な感染症として流行する。

## ウイルスの種類
以下のウイルスは、正式名称が命名されるより以前に新型コロナウイルスとして位置づけられていたものである。以下の4ウイルスはいずれもベータコロナウイルス属 (Betacoronavirus) に属する。
| 正式名称                                  | 他の呼称                                                                | 感受性宿主           | 初発見場所（発見年）            | 感染症                                       |
| ----------------------------------------- | ----------------------------------------------------------------------- | -------------------- | ------------------------------- | -------------------------------------------- |
| SARSコロナウイルス2 (SARS-CoV-2)          | 2019-nCoV SARSウイルス2 (SARS virus 2) ヒトコロナウイルス2019 (HCoV-19) | コウモリ、鱗甲目     | 中国・武漢 (2019年)             | 新型コロナウイルス感染症 (2019年) (COVID-19) |
| MERSコロナウイルス (MERS-CoV)             | 中東ウイルス MERSウイルス ラクダインフルエンザウイルス                  | ラクダ、コウモリ     | サウジアラビア・ジッダ (2012年) | 中東呼吸器症候群 (MERS)                      |
| ヒトコロナウイルスHKU1 (HCoV-HKU1)        | ニューヘブンウイルス                                                    | ネズミ               | 香港 (2005年)                   | 軽度の気道感染症、まれに重篤な肺炎症状       |
| SARSコロナウイルス (SARS-CoV, SARS-CoV-1) | SARSウイルス                                                            | ハクビシン、コウモリ | 中国・仏山 (2002年)             | 重症急性呼吸器症候群 (SARS)                  |
| 1. 2. 3. 4. 5.                            |                                                                         |                      |                                 |                                              |

## 語源
新型コロナウイルスの「新型」には、既知のウイルス科分類に属する新しい病原体という意味がある。すなわち、新型コロナウイルスは、コロナウイルス科（またはその下位分類）に属する新しい病原体という意味である。全く未知の新しい病原体という意図はない。「新型○○」という単語の使用は、2015年に世界保健機関 (WHO) が決めた新しい感染症命名スキームに準拠している。
歴史的に病原体は場所・個人・特定の種にちなんで名付けられる慣行が多くあったが、その慣行は現在WHOによって支持されていない。
ウイルスと病気の恒久的な正式名称は、それぞれ国際ウイルス分類委員会 (ICTV) とWHOの国際疾病分類 (ICD) によって決定される。

## 詳説
- 2002年 SARSコロナウイルス (SARS-CoV) [13] - 2002年11月頃から2003年7月にかけて流行した重症急性呼吸器症候群 (SARS) の原因となるウイルス。2003年当時は「新型コロナウイルス」とも呼ばれていた[14][注釈 2]。
- 2005年 ヒトコロナウイルスHKU1 (HCoV-HKU1)
- 2012年 MERSコロナウイルス (MERS-CoV) - 2012年7月にエラスムス大学医療センターでコロナウイルスが分離されたため、当初はHCoV-EMC（Human coronavirus- Erasmus Medical Center, ヒトコロナウイルス-エラスムス大学医療センター）とも呼ばれていた[19]。また当初は「新型コロナウイルス」等とも呼ばれていた[19][注釈 3]が、2013年5月に国際ウイルス分類委員会が病原体名を「Middle East respiratory syndrome coronavirus (MERS-CoV)」と命名[29]、WHOの決定を受けて[30]、厚生労働省はウイルスの名称をMERS（マーズ）コロナウイルスと名付け、感染症名を中東呼吸器症候群 (MERS) と決定した[8]。ただし、報道では2015年の韓国での流行時にも「新型コロナウイルス」という表現がみられた[31][32]。
  - SARSコロナウイルスを「新型コロナウイルス」、MERSコロナウイルスを「SARSとは別の新型コロナウイルス」と表現した例もある[33]。
- SARSコロナウイルス2 (SARS-CoV-2) - 2019年新型コロナウイルス。2019年11月に初感染者が出て、2020年1月に新型のコロナウイルスであることが確認された。
  - 新型コロナウイルス感染症 (COVID-19) - 上記のウイルスにより引き起こされるこの疾患（呼吸器疾患等症状）そのものを単に指す場合もある。「新型コロナウイルス感染症の世界的流行 (2019年-)」も参照。
  - その他の関連する事項は「Category:2019新型コロナウイルス感染症」を参照。